# Famille Julien-Laferrière
 (novembre 2021).
Si vous disposez d'ouvrages ou d'articles de référence ou si vous connaissez des sites web de qualité traitant du thème abordé ici, merci de compléter l'article en donnant les références utiles à sa vérifiabilité et en les liant à la section « Notes et références ».
La famille Julien-Laferrière est une famille française originaire d'Arthenac, en Charente-Maritime. 
Elle compte des personnalités depuis le XIXe siècle.

## Filiation
- Jean François Julien-Laferrière (1765-1813), marchand drapier à Jonzac, dont[1] :
  - Jean Théophile Julien-Laferrière (1793-1862), dont :
    - Ludovic Julien-Laferrière (1838-1896), chanoine titulaire de la cathédrale de La Rochelle, évêque de Constantine et Hippone, archéologue, auteur de l'Art en Saintonge.

  - Marcellin Julien-Laferrière (1795-1867), dont :
    - Alexis Julien-Laferrière  (1839-1900), notaire à Saintes, dont :
      - Jean Julien-Laferrière (1868-1952), dont :
        - Georges Julien-Laferrière (1897-1982), ingénieur des arts et manufactures, directeur des mines de Roche-la-Molière et de Firminy, chevalier de la Légion d'honneur.

      - Louis-Auguste Julien-Laferrière (1870-1946), officier de marine, commandant du cuirassé « France » en 1915, chef d'état-major à la préfecture de Bizerte (Tunisie), chargé des intérêts français en Syrie, commandeur de la Légion d'honneur.
      - Paul Alexis Julien-Laferrière (1889-1945), directeur de la banque d'émission de Syrie et du Liban, conseiller du général de Gaulle à Londres, directeur de la caisse centrale de la France Libre, future caisse centrale de la France d'outre-mer puis Agence française de développement (AFD).

  - Louis Firmin Julien-Laferrière (1798-1861), professeur de droit à Rennes, conseiller d'État, membre de l'Académie des sciences morales et politiques, grand officier de la Légion d'honneur, dont :
    - Édouard Julien-Laferrière (1841-1901), jurisconsulte, vice-président du Conseil d'État, gouverneur général de l'Algérie, procureur général près la Cour de cassation,  grand-croix de la Légion d'honneur.

  - Joseph Julien-Laferrière (1806-1880), officier de marine, commandant du Bucéphale qui prit possession de la Nouvelle-Calédonie en 1844, commandeur de la Légion d'honneur.

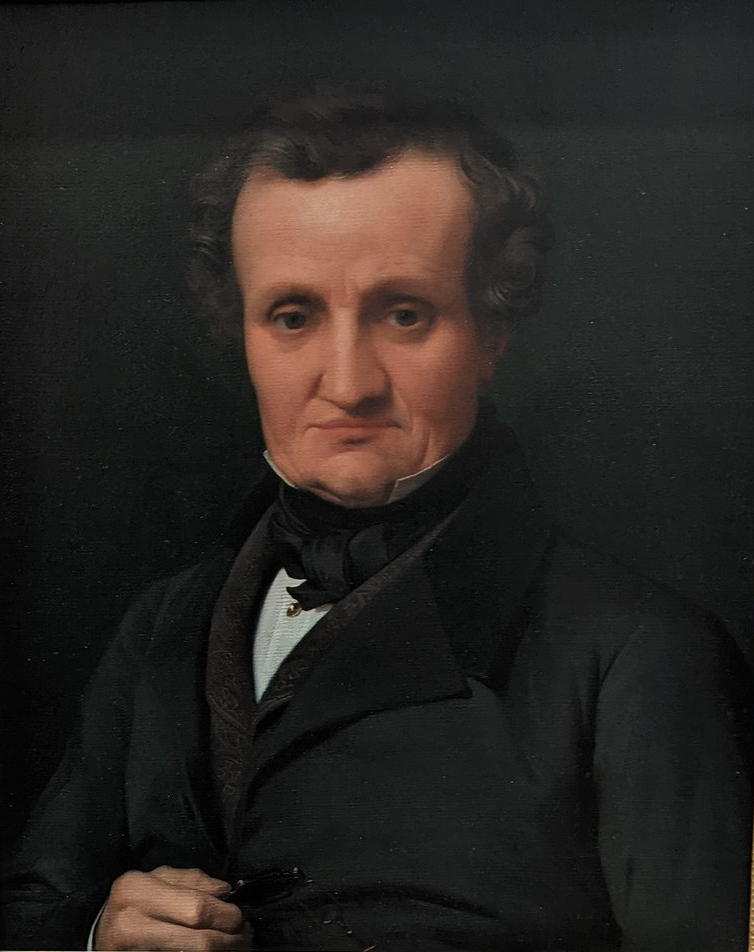
Louis Firmin Julien-Laferrière (1798-1861)
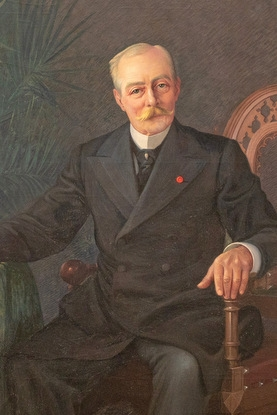
Louis Édouard Julien-Laferrière (1841-1901)

## Autres personnalités
- Jacques Julien-Labruyère (1871-1949), général de brigade ;
- René Julien-Labruyère, dit René La Bruyère (1875-1951), officier de marine, romancier, historien de marine et voyageur, président de l'Académie de marine, grand-officier de la Légion d'honneur.
- François Julien-Labruyère (1940-), banquier, historien, écrivain et éditeur, directeur de l'Académie de Saintonge ;
- François Julien-Laferrière (né en 1944), professeur de droit public ;
- Bruno Julien-Laferrière (né en 1961), président de la Banque Transatlantique, chevalier de la Légion d'honneur ;
- Gabriel Julien-Laferrière (né en 1962), réalisateur ;
- Hubert Julien-Laferrière (né en 1966), universitaire, maire d'arrondissement de Lyon et député ;
- Alice Julien-Laferrière (née en 1988), violoniste ;
- Victor Julien-Laferrière (né en 1990), violoncelliste, premier prix du concours Reine Élisabeth de Belgique en 2017.
- Lucien Julien-Laferrière (né en 1993), corniste

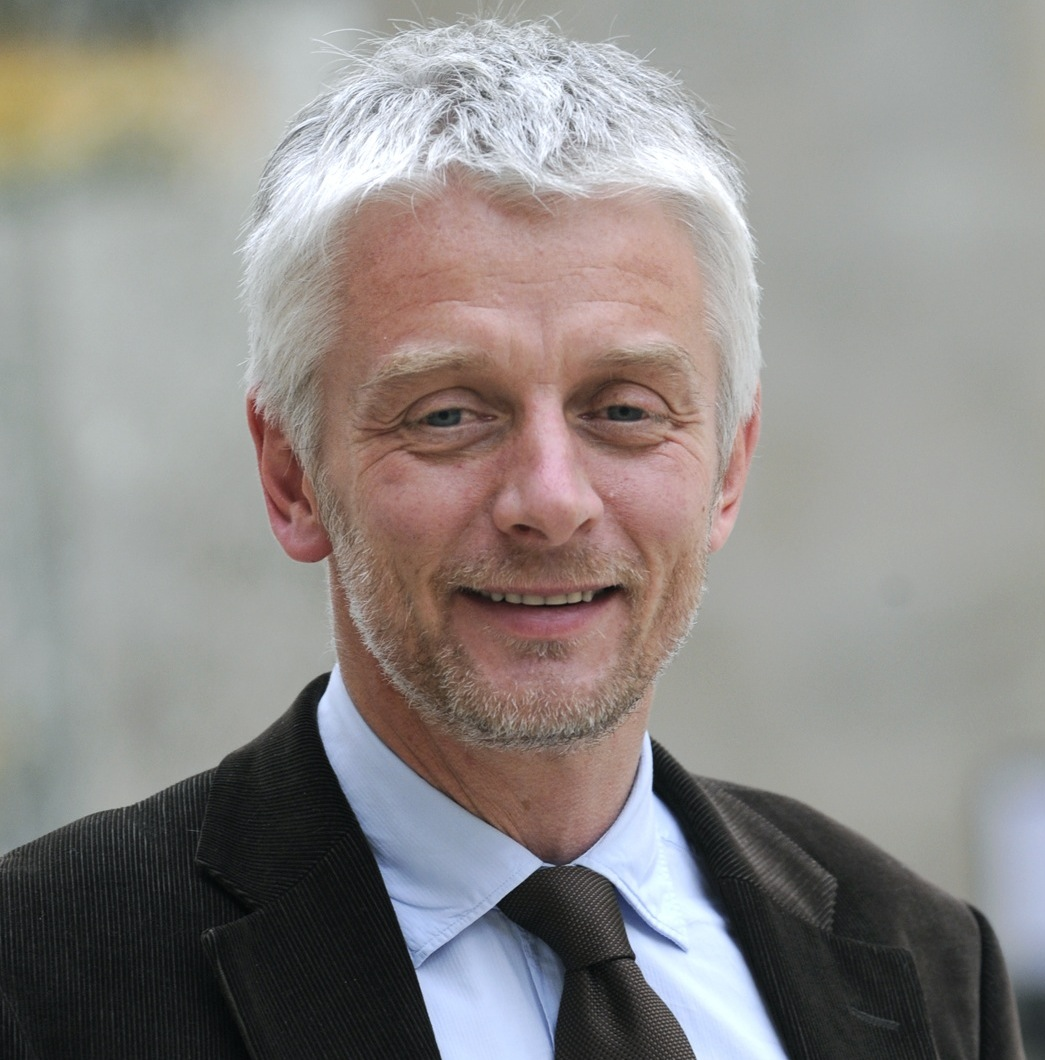
Hubert Julien-Laferrière (1966)
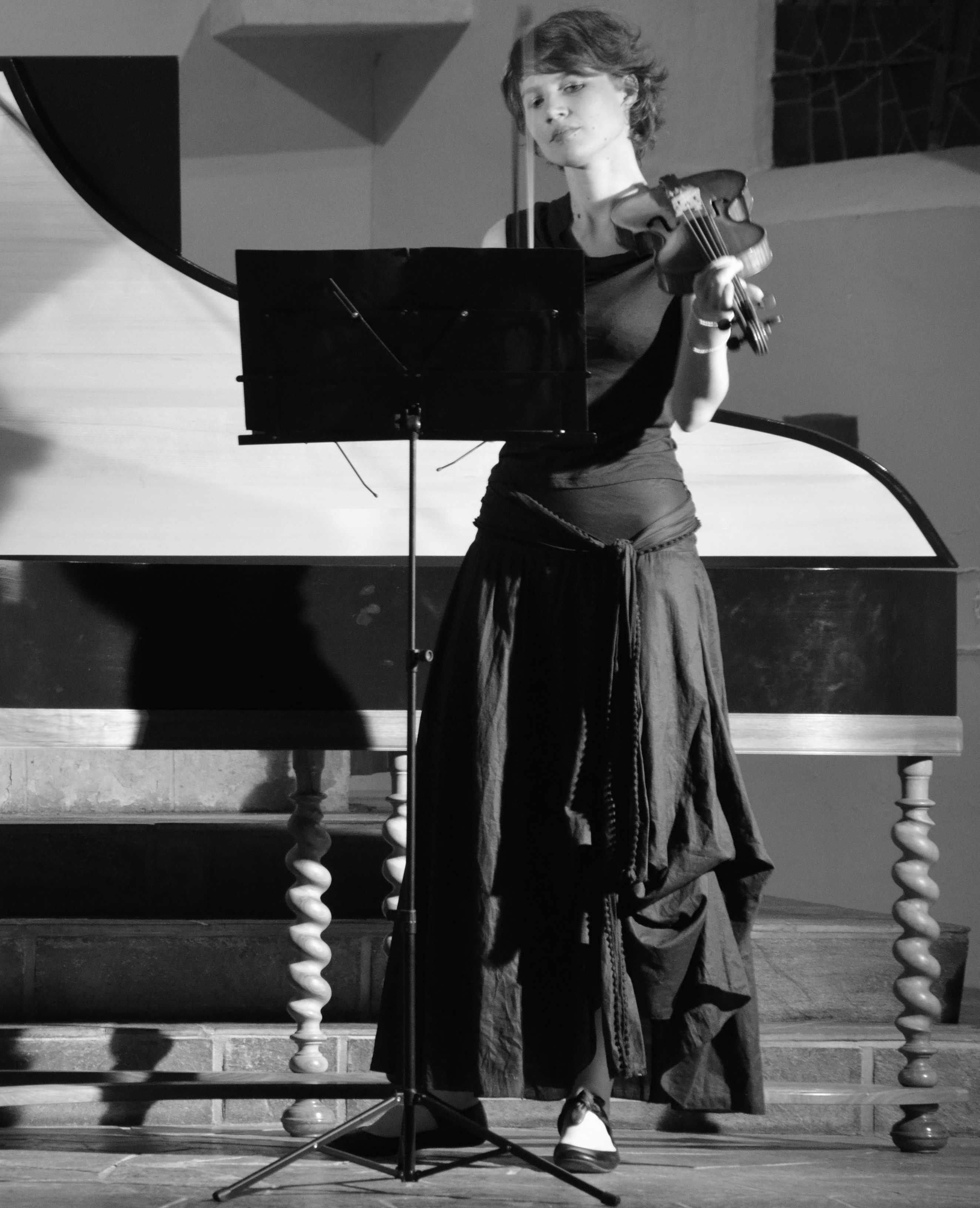
Alice Julien-Laferrière (1988)